# Karl Wilhelm Schäfer

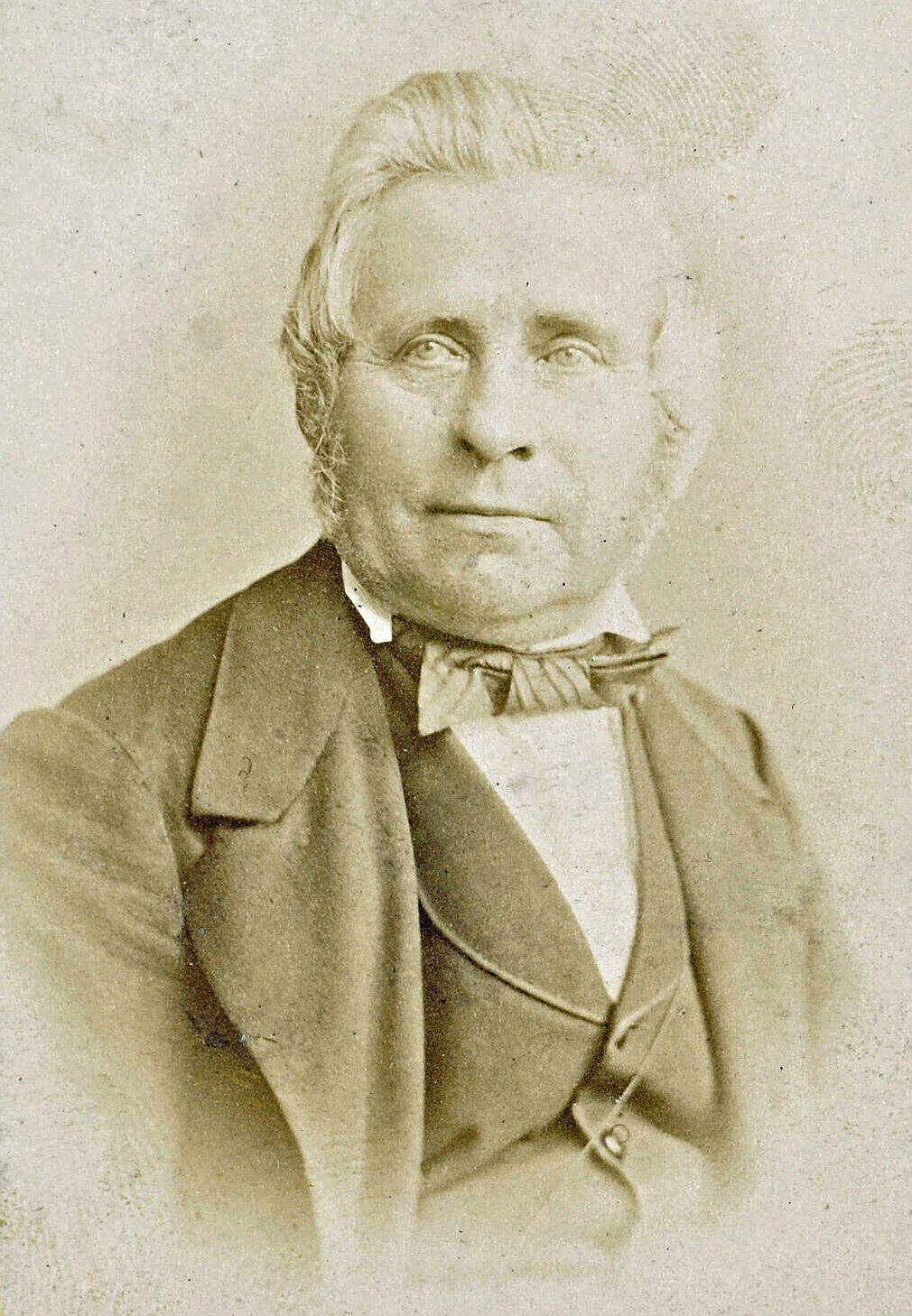
Karl Wilhelm Schäfer (um 1860)

Karl Wilhelm Schäfer (zumeist nur Wilhelm Schäfer, * 25. August 1807 in Leipzig; †  6. Dezember 1869 in Dresden) war ein deutscher Historiker.

## Wirken
Karl Wilhelm Schäfer arbeitete zunächst als Redakteur bei den Meißner Kreisblättern, bevor er 1842 nach Dresden ging, wo er beim 1824 gegründeten Verein Sächsischer Altertumsfreunde die Stelle des Sekretärs übernahm und als Kustos im Altertumsmuseum des Vereins im Palais im Großen Garten fungierte. 1847 legte er „durch bedauernswerte persönliche Verhältnisse genötigt“ beide Funktionen nieder.
Doch auch danach setzte er seine Publikationen fort, welche fast ausschließlich die Dresdner und die sächsische Geschichte zum Gegenstand hatten.

## Schriften (Auswahl)
- Sächsische Nationalecyclopädie, 1835.
- Anton der Gütige, erster constitutioneller König von Sachsen, Verlag Arnold 1836.
- Galerie der Reformatoren der christlichen Kirche, ihrer Freunde und Beschützer und ihrer geistlichen und weltlichen Gegner, C.R. Klinkicht und Sohn, Meißen 1838–1841.
- Chronik der Dresdner Elbbrücke, Verlag Adler und Dietze, Dresden 1848.
- Der Montag von Kiliani vor vierhundert Jahren. Irrungen und Rechtsstreit zwischen Friedrich II. und Kunz v. Kaufungen und der dadurch am 7/8. Juli 1455 herbeigeführte Prinzenraub, Meinhold und Söhne, Dresden 1855.
- Sachsenchronik für Vergangenheit und Gegenwart, Serie 1, 2, Heft 1–3, 1853 ff. Julius Blochmann jun., Dresden 1854.
- Die katholische Hofkirche zu Dresden, Woldemar Türk, Dresden 1851, Nachdruck saxoniebuch.de, 2015.
- Deutsche Städtewahrzeichen, J. J. Weber, Leipzig 1858.
- Sachsen sonst und jetzt, Historisches Werk für alle Vaterlandsfreunde, Ernst Blochmann und Sohn, Dresden 1847.
- Die deutschen Herzogthümer Schleswig-Holstein-Lauenburg in ihrem staatlichen Verhältnisse zu Dänemark, Meinhold und Söhne, Dresden 1864.